# Modulartång

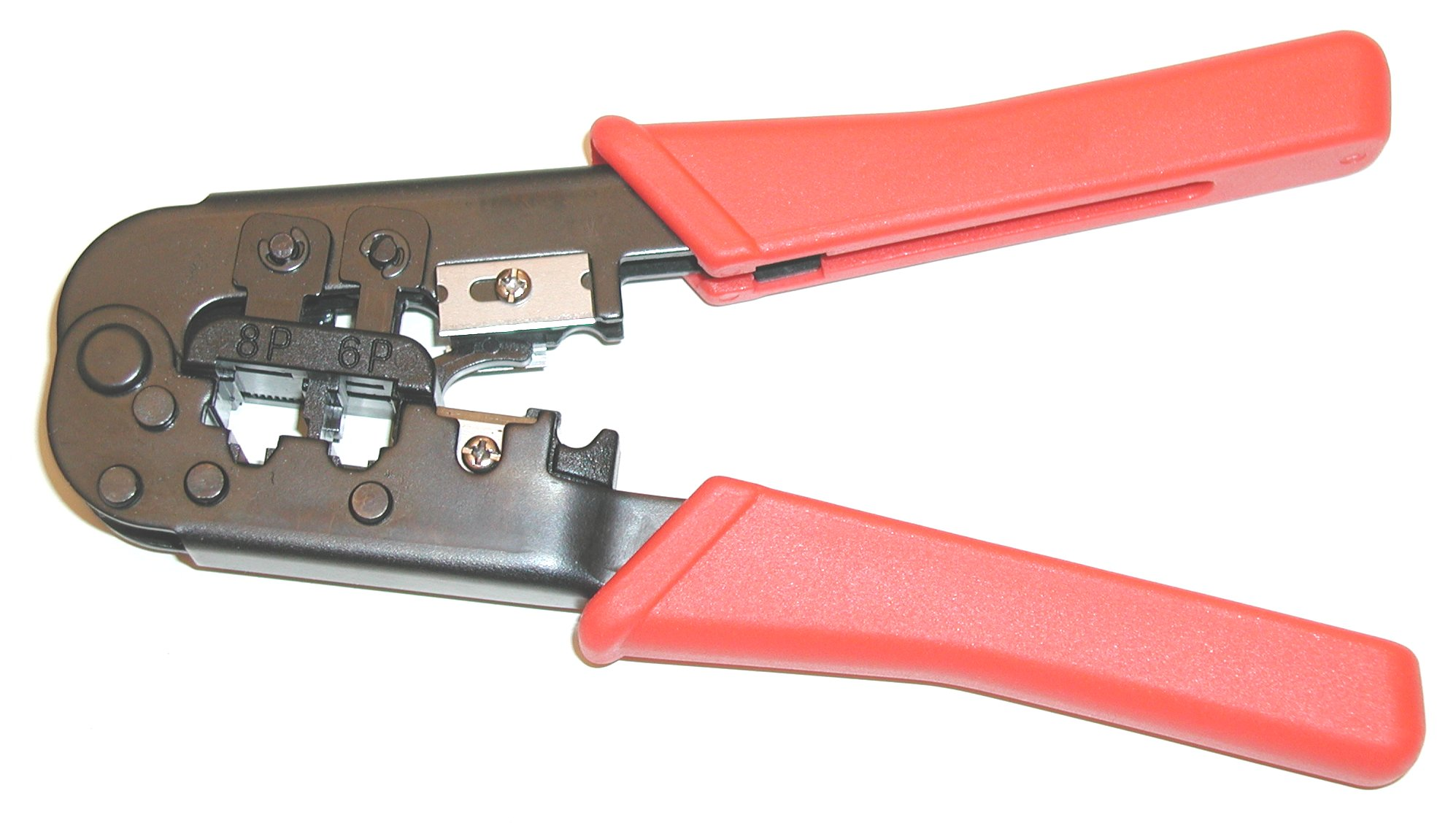
Modulartång för modulära kontakter med åtta eller sex positioner som RJ45 eller RJ11.

Modulartång, även crimptång, är en tång som används för montering av modularkontakter.